# Хлорид неодима(III)
Хлорид неодима(III) — бинарное неорганическое соединение, 
соль металла неодима и соляной кислоты 
с формулой NdCl3, 
розово-фиолетовые кристаллы, 
растворимые в воде, 
образует кристаллогидраты.

## Получение
- Реакция соляной кислоты с металлическим неодимом, оксидом или гидроксидом:

{\displaystyle {\mathsf {2Nd+6HCl\ {\xrightarrow {}}\ 2NdCl_{3}+3H_{2}\uparrow }}}
{\displaystyle {\mathsf {Nd_{2}O_{3}+6HCl\ {\xrightarrow {}}\ 2NdCl_{3}+3H_{2}O}}}
{\displaystyle {\mathsf {Nd(OH)_{3}+3HCl\ {\xrightarrow {}}\ NdCl_{3}+3H_{2}O}}}
- Безводную соль получают нагреванием смеси кристаллогидрата и хлорида аммония в вакууме для предотвращения гидролиза:

{\displaystyle {\mathsf {NdCl_{3}\cdot 6H_{2}O+nNH_{4}Cl\ {\xrightarrow {300^{o}C}}\ NdCl_{3}+nNH_{3}+nHCl+6H_{2}O}}}

## Физические свойства
Хлорид неодима(III) образует розово-фиолетовые кристаллы 
гексагональной сингонии, 
пространственная группа P 63/m, 
параметры ячейки a = 0,7381 нм, c = 0,4231 нм, Z = 2.
Хорошо растворяется в воде, этаноле. 
Не растворяется в диэтиловом эфире, хлороформе.
Образует кристаллогидраты состава NdCl3•6H2O — красные кристаллы, которые плавятся в собственной кристаллизационной воде при 124°С.

## Химические свойства
- Вступает в обменные реакции:

{\displaystyle {\mathsf {NdCl_{3}+3HF\ {\xrightarrow {}}\ NdF_{3}\downarrow +3HCl}}}
- Реагирует с бромо- и иодоводородами:

{\displaystyle {\mathsf {NdCl_{3}+3HBr\ {\xrightarrow {}}\ NdBr_{3}+3HCl}}}
{\displaystyle {\mathsf {NdCl_{3}+3HI\ {\xrightarrow {}}\ NdI_{3}+3HCl}}}
- При нагревании кристаллогидрат разлагается с гидролизом:

{\displaystyle {\mathsf {NdCl_{3}\cdot 6H_{2}O\ {\xrightarrow {400^{o}C}}\ NdOCl+2HCl+5H_{2}O}}}
- Неодим вытесняется из хлорида активными металлами:

{\displaystyle {\mathsf {2NdCl_{3}+3Ca\ {\xrightarrow {750-850^{o}C}}\ 2Nd+3CaCl_{2}}}}

## Применение
- Получение неодима металлотермическим методом.